# Hemimeris racemosa
Hemimeris racemosa là một loài thực vật có hoa trong họ Huyền sâm. Loài này được (Houtt.) Merr. mô tả khoa học đầu tiên năm 1938.